# Spinimegopis nepalensis
Spinimegopis nepalensis là một loài bọ cánh cứng trong họ Cerambycidae.